# 歌舞伎 (雑誌)
『歌舞伎』（かぶき）は、かつて刊行されていた日本の演劇雑誌。これまでに同じ名前を持つ雑誌が三種発刊された。

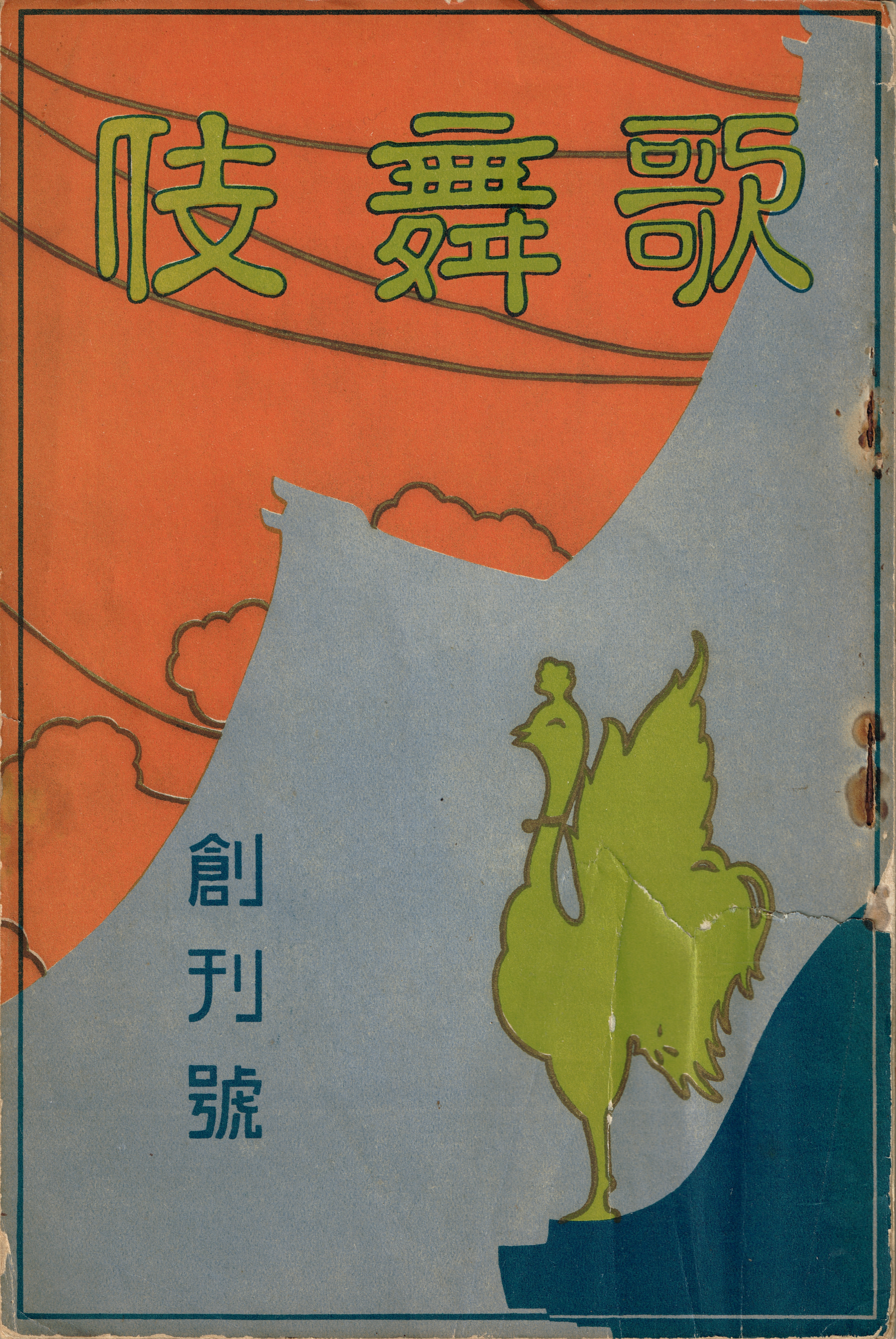
第2次『歌舞伎』の創刊号。三代目歌舞伎座の鳳凰像が描かれている。

## 第1次
1900年（明治33年）、安田善之助の資金提供のもと、伊原青々園と三木竹二が創刊。のちに伊原青々園は外部での活動が増え、竹二が1人で編集を担当するようになった。1897年に廃刊になった『歌舞伎新報』の流れを汲みながらも、「それまでの劇通による、ともすれば趣味的な弊害に陥りがちの誌面を脱却」しようとした結果、研究誌としての側面が強い雑誌となった。明治末期、歌舞伎界で醸成しつつあった芸の伝承に対しての危機感に応える形で竹二らは誌上での型の記録に奔走し、歌舞伎の「伝統保持に大きな功績を残した」などと評価される。またその一方で竹二の兄である森鷗外が海外の戯曲の解説記事を重点的に寄稿、ヴェーデキントやメーテルリンクら西洋の作家の作品を紹介したため、新劇、新派へも多大な影響を与えた。1908年に三木竹二が死去したのちは伊原青々園が編集を引き継いだが、1915年（大正4年）休刊。全175冊、判型は菊版、定価は創刊時10銭。
藤田洋によれば、あまり知られてはないながら第1次と第2次の間にも、伊原青々園の許諾をとったという小冊子「歌舞伎」が刊行されていたことがあったという。藤田が1号しか確認できていないとするその創刊号には岡鬼太郎のはしがきや吉井勇らの祝辞があり、発行所は銀座の上方屋となっていた。

## 第2次
1925年（大正14年）5月に創刊。編集は当初吉田暎二が務め、のちに田中貞に変わった。同年1月に再開場した歌舞伎座内に発行所（のちに「歌舞伎出版部」に改名）が置かれ、巻末には座席表が付くなど、劇場の宣伝誌としての役割を担っていた。特に創刊号には「松竹合名社」名義の巻頭言に並んで、「舞台の人」の「五月興行の舞台装置」、建物紹介、文化人からの「歌舞伎座に対する希望・歌舞伎座で見たい狂言」、歌舞伎座の社員一覧といった記事が掲載された。その後も各号はその月の歌舞伎座の演目についての紹介・解説及び考証記事が中心になっており、劇評も独自のものではなく、新聞各紙に掲載されたものを再収録する形式をとっていた。
歌舞伎出版部は『歌舞伎』の創刊から1年後、研究雑誌として『歌舞伎研究』を創刊させ、後者が1928年に廃刊となるまで二誌が並行して刊行されていた。『歌舞伎』は『歌舞伎研究』に遅れること2年、1930年6月に廃刊した。全50冊、判型は菊版、定価は30銭だった。

## 第3次
1968年7月、松竹演劇部発行の季刊雑誌として「古典歌舞伎の保存・振興および新歌舞伎の育成」を目的に掲げ創刊。前年取締役となった永山武臣の意向で発刊が決まり、自身が発行人に、編集長にはもともと『演劇界』出身の野口達二がついた。題字は尾崎紅葉筆の第1次『歌舞伎』の創刊号のものをそのまま使用、第1巻の記事の中でも第3次の復刊であることが明記された。毎号特集に重点を置く編集で、「歌舞伎細見、俳優の芸談、座談会、評論、研究」や「新作の戯曲」などが掲載されたが、創刊から10年後の1978年、10巻4号をもって「完結終刊」した。永山武臣によれば、定価と発行部数は創刊号が500円で5000部、32号が1300円で3000部と推移したという。本誌40冊、別冊を含め全50冊、判型はA5判。なお、年間購読者には年一回歌舞伎座の本興行へモニターとして招待される特典があった。

## 『歌舞伎 研究と批評』
第1次から第3次の『歌舞伎』に加え、歌舞伎学会の学会誌である『歌舞伎 研究と批評』も同名雑誌として扱われることがある。同誌は1987年に演劇学会内の分科会から誕生した歌舞伎学会が翌年の8月に創刊した学術雑誌であり、「特集」、「批評」、「研究」の三つが内容の中核を成しているが、資料の影印や翻刻なども掲載されることがある。当初リブロポートから、現在は雄山閣から年2回刊行されている。判型はA5判で、創刊時の定価は1800円。

## 年表
- 1900年 - 第1次『歌舞伎』の創刊。
- 1908年 - 三木竹二の死、伊原青々園が編集を引き継ぐ。
- 1915年 - 『歌舞伎』休刊。
- 1924年 - 再建中の歌舞伎座が関東大震災で被災。
- 1925年 - 1月、歌舞伎座開場。5月、第2次『歌舞伎』が復刊。
- 1930年 - 第2次『歌舞伎』休刊。
- 1968年 - 初の非月刊誌として『季刊 歌舞伎』の創刊。
- 1978年 - 『季刊 歌舞伎』休刊。
- 1988年 - 歌舞伎学会の学会誌として『歌舞伎 研究と批評』が創刊、現在まで年2回発行されている。